# Schwedeneck
Schwedeneck là một đô thị thuộc huyện Rendsburg-Eckernförde, trong bang Schleswig-Holstein, nước Đức. Đô thị Schwedeneck có diện tích 28,54 km², dân số thời điểm 31 tháng 12 năm 2006 là 3009 người.